# 腐臭乐队
惡臭合唱團（英語：Rancid），於1991年成立，美國著名朋克樂隊。它是由提姆·阿姆斯壯（Tim Armstrong）與麥特·費曼（Matt Freeman）於加州阿拉米達縣阿爾巴尼（Albany）創立。目前的成員有提姆·阿姆斯壯（Tim Armstrong，吉他手與歌手）、拉斯·弗瑞德里克森（Lars Frederiksen，吉他手與歌手）、麥特·費曼（Matt Freeman，貝斯手與歌手）與布蘭登·斯坦科特（Branden Steineckert，鼓手）。